# Die Internationale

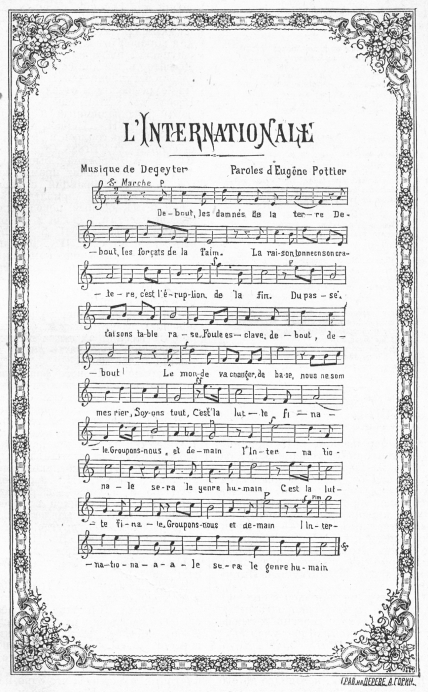
Originalversion auf Französisch

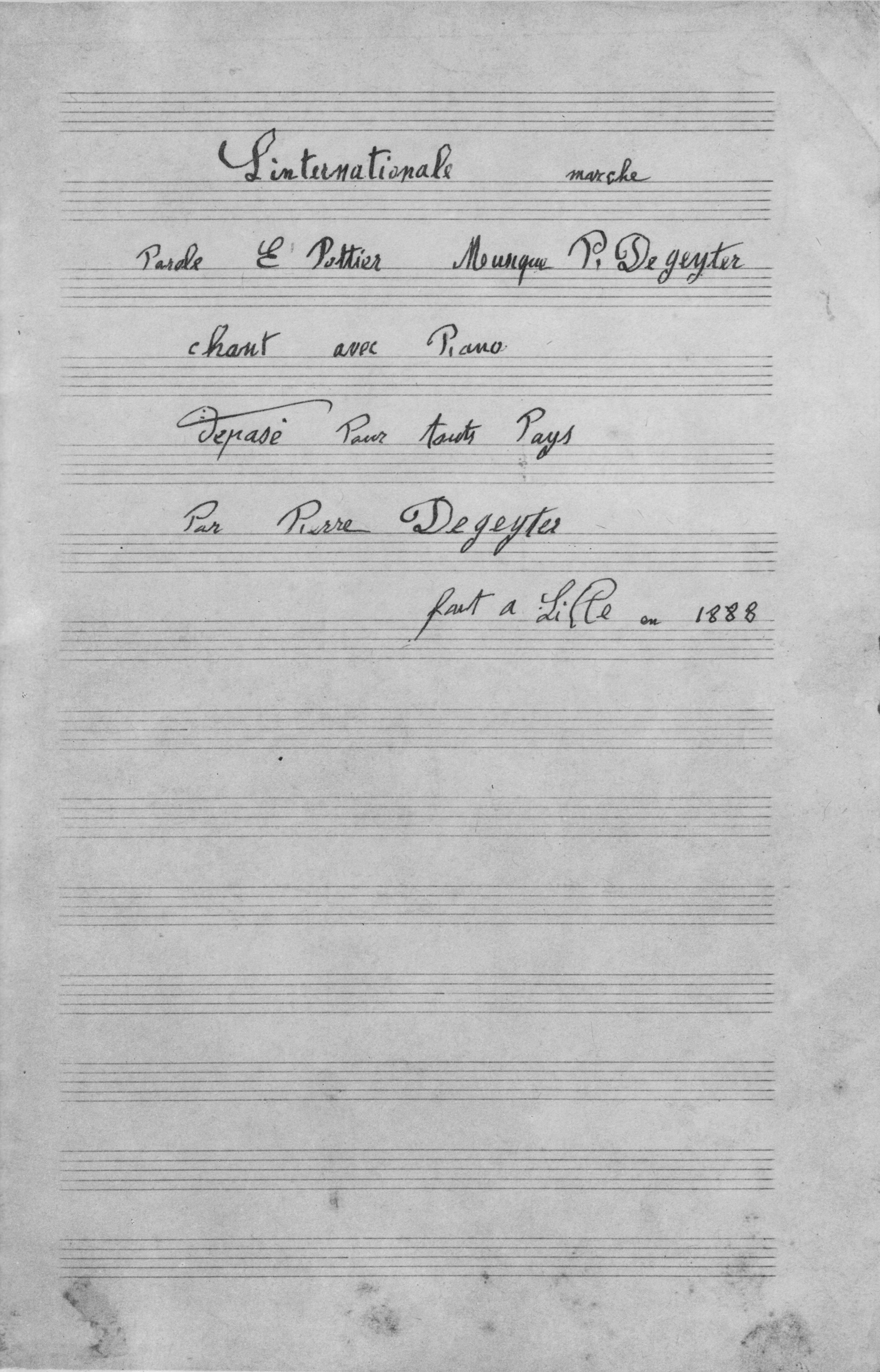
Faksimile eines Autographen von „Die Internationale“ nach 1906 (Titelseite)

Die Internationale ist das weltweit am weitesten verbreitete Kampflied der sozialistischen Arbeiterbewegung, die sich ideologisch – gemäß dem marxistischen Motto „Proletarier aller Länder, vereinigt euch!“ – dem proletarischen Internationalismus verpflichtet sieht. Der ursprünglich französische Text aus dem Jahr 1871 stammt von Eugène Pottier, einem Dichter und aktiven Beteiligten der Pariser Kommune, des während des Deutsch-Französischen Krieges spontan gebildeten, revolutionären Pariser Stadtrates. Die Melodie des Liedes wurde 1888 vom Belgier Pierre Degeyter komponiert.

## Geschichte und Entwicklung des Liedes
Eugène Pottiers Text entstand unmittelbar nach der gewaltsamen Niederschlagung der Pariser Kommune im Mai 1871. Er bezog sich auf die Internationale Arbeiterassoziation (IAA), den ersten übernationalen Zusammenschluss von verschiedenen, politisch divergierenden Gruppen der Arbeiterbewegung, der 1864 von Karl Marx initiiert worden war. Aufgrund des fundamentalen Konfliktes mit den Kommunisten (um Karl Marx) wurden 1872 die Anarchisten (um Bakunin) aus dieser später auch als „Erste Internationale“ bezeichneten Organisation ausgeschlossen. 1876 wurde die IAA aufgelöst.
Die Melodie des Liedes komponierte der Belgier Pierre Degeyter, Dirigent des Arbeitergesangsvereins von Lille im Jahr 1888, noch ein Jahr vor der Gründung der zweiten bzw. der Sozialistischen Internationale. Das Lied gilt weltweit als Hymne der Arbeiterklasse und wurde in die meisten Sprachen der Welt übersetzt. In einigen sozialistischen Staaten nahm sie einen nahezu gleichrangigen Platz neben der jeweiligen Nationalhymne ein, unter anderem in der DDR.
Die Sowjetunion benutzte bis 1943 Die Internationale als Nationalhymne. Danach wurde sie durch die Hymne der Sowjetunion ersetzt (1955–1977 ohne Text gespielt). Die Internationale wurde in der Sowjetunion von vielen dort Verfolgten als Zeichen der Unterdrückung wahrgenommen, und es gab daher zum offiziellen Text (sogar im Gulag oder in Gefängnissen) zahlreiche subversive Umdichtungen. Ebenso verwendeten Studenten das Lied bei ihrem Protest gegen die chinesische Regierung auf dem Tian’anmen-Platz 1989.
Bearbeitungen des Liedes und seines Textes ziehen sich bis in die Gegenwart hin. So veröffentlichte der britische Singer-Songwriter Billy Bragg 1990 ein Studioalbum mit dem Titel The Internationale, das mit einer Neufassung des Liedes beginnt. Das Lied wird auch immer wieder gerne bei Parteitagen von sozialdemokratischen, sozialistischen und kommunistischen Parteien zum Abschluss oder auf Erste-Mai-Kundgebungen gesungen.

### Entstehung deutschsprachiger Versionen
Der ursprüngliche französische Text hat sechs Strophen. Die bekannteste und bis heute verbreitete deutschsprachige Nachdichtung schuf Emil Luckhardt (1880–1914) im Jahr 1910. Seine Version ist an den französischen Originaltext lediglich angelehnt und beschränkt sich auf die sinngemäße, dabei in der Radikalität etwas abgeschwächte und romantisierte Übersetzung der beiden ersten sowie der letzten Strophe des französischen Liedes.
Außer der Version Luckhardts gibt es noch mindestens sieben weitere weniger bekannte deutsche Textvarianten – im Einzelnen bezogen auf jeweils spezifische historische Situationen oder ideologisch divergierende sozialistische, kommunistische und anarchistische Ausrichtungen. Neben der genannten Luckhardt-Version existieren eine Version aus der Feder von Franz Diederich (1908) sowie von Sigmar Mehring. 1919 wurde eine Version von Erich Mühsam und 1937 während des Spanischen Bürgerkriegs eine andere für die deutsche Thälmann-Brigade (vgl. auch Internationale Brigaden) von Erich Weinert verfasst.
Im Folgenden die bekannteste deutsche Version von Emil Luckhardt:
Deutscher Text (Emil Luckhardt, 1910)
Wacht auf, Verdammte dieser Erde,

die stets man noch zum Hungern zwingt!

Das Recht wie Glut im Kraterherde

nun mit Macht zum Durchbruch dringt.

Reinen Tisch macht mit dem Bedränger!

Heer der Sklaven, wache auf!

Ein Nichts zu sein, tragt es nicht länger

Alles zu werden, strömt zuhauf!

|: Völker, hört die Signale!

Auf zum letzten Gefecht!

Die Internationale

erkämpft das Menschenrecht. :|

Es rettet uns kein höh’res Wesen,

kein Gott, kein Kaiser noch Tribun

Uns aus dem Elend zu erlösen

können wir nur selber tun!

Leeres Wort: des Armen Rechte,

Leeres Wort: des Reichen Pflicht!

Unmündig nennt man uns und Knechte,

duldet die Schmach nun länger nicht!

|: Völker, hört die Signale!

Auf zum letzten Gefecht!

Die Internationale

erkämpft das Menschenrecht. :|

In Stadt und Land, ihr Arbeitsleute,

wir sind die stärkste der Partei’n

Die Müßiggänger schiebt beiseite!

Diese Welt muss unser sein;

Unser Blut sei nicht mehr der Raben,

Nicht der mächt’gen Geier Fraß!

Erst wenn wir sie vertrieben haben

dann scheint die Sonn’ ohn’ Unterlass!

|: Völker, hört die Signale!

Auf zum letzten Gefecht!

Die Internationale

erkämpft das Menschenrecht. :|

## Urheberrecht und Lizenzen
Im Jahr 1972 erwarb die Münchener Firma Edition Montana des Musikmanagers Hans R. Beierlein die Rechte an Musik und Text der Internationale von einem kleinen französischen Verlag für 5.000 DM, zunächst für die Bundesrepublik, später auch für die DDR und zuletzt die Weltrechte. In der Folge zahlten sowohl die DDR als auch zahlreiche weitere sozialistische Staaten Lizenzgebühren für deren Verwendung, die DDR 20.000 Mark pro Jahr. Seit 1984 ist der Text Luckhardts und seit 2003 auch die Musik lizenzfrei verwendbar.

## Weitere musikalische Bearbeitung
Hanns Eisler zitiert das Lied im „Präludium“ seiner Deutschen Symphonie (1935–39). Der Komponist Reinhold Glière variiert das musikalische Thema der Internationale in seinem Werk für Blasorchester Heroischer Marsch für die Burjatisch-Mongolische A. S. S. R. C-Dur, op. 71 (1936). Der italienische Komponist Luigi Nono benutzt die Internationale u. a. in seinen Kompositionen España en el corazón (1951/52), La victoire de Guernica (1954) und Ein Gespenst geht um in der Welt (1971) als Quelle zur Ableitung von Rhythmen und Tonhöhen. Die Internationale wird auch im Schlussteil der Kantate These Things Shall Be (1936/37) für Bariton, Chor und Orchester des britischen Komponisten John Ireland zu einem Hauptthema erhoben und variiert. Karlheinz Stockhausen zitiert die Internationale in seiner Komposition Hymnen (1966) zusammen mit 39 Hymnen verschiedener Länder der Welt.